# 8分46秒
8分46秒（8ふん46びょう、8:46）は、2020年5月25日にアメリカ合衆国ミネソタ州ミネアポリスで発生したジョージ・フロイドの死をきっかけとして生まれた、警察の暴力を象徴する時間間隔である。
警察官デレク・ショーヴィンが、フロイドの首に自身の膝を押し付け、窒息死させた。その時間が、事件発生直後には「8分46秒」と発表され、後に「7分46秒」に訂正された。最終的に、2020年8月に公開されたボディカメラの映像により、実際の時間は「9分29秒」だったことが判明した。フロイドの死の後の抗議活動において、最初に報道された「8分46秒」という時間間隔が重要視されるようになった。
ミネアポリス、ニューヨーク、ボストン、デトロイト、フィラデルフィア、ピッツバーグ、ポートランド、シカゴ、デンバーなど各地で行われたダイ・インにおいて、アメリカ合衆国における警察の暴力と警察の殺傷力の使用に抗議するために、人々は8分46秒間地面に横たわった。また、フロイドの追悼式を含め、フロイドを偲び、その殺害に抗議する各種の式典や集会でも、この時間間隔は使われてきた。

## 時間
この時間間隔は、フロイドが車から引きずり出されてミネアポリス警察により拘束された後、ショーヴィンがフロイドの首に自らの膝を押し当てていた時間の長さである。その間、フロイドは腹這いの状態で動けないまま横たわっていた。「8分46秒」という時間間隔は、ヘネピン郡の郡検察官がショーヴィンを訴えるために提出した最初の告訴状の記述に由来する。この時間は、フロイドを拘束中に現場で撮影された動画に基づいて算出されたが、その動画は既にショーヴィンがフロイドの首に膝を押し当てている状態から始まっていた。
それから数週間後、検察は時間間隔を「7分46秒」に訂正した。正確な時間に関するさらなる疑問があったにもかかわらず、郡検察官事務所は、これは事件に影響を与えるものではなく、それよりも重要な問題が存在するとして、検察側で時間間隔について再検討するつもりはないと説明した。同年8月、警察のボディカメラの映像が公開され、ショーヴィンが膝を押し当てていた時間は約9分30秒であることが判明した。
2021年3月、ショーヴィンの裁判において、検察と弁護団はより正確な時間間隔を「9分29秒」とした。これは、フロイドが助けを求めて叫んでいた4分45秒、痙攣のためもがいていた0分53秒、フロイドの反応がなくなってからの3分51秒からなる。

## 抗議と追悼

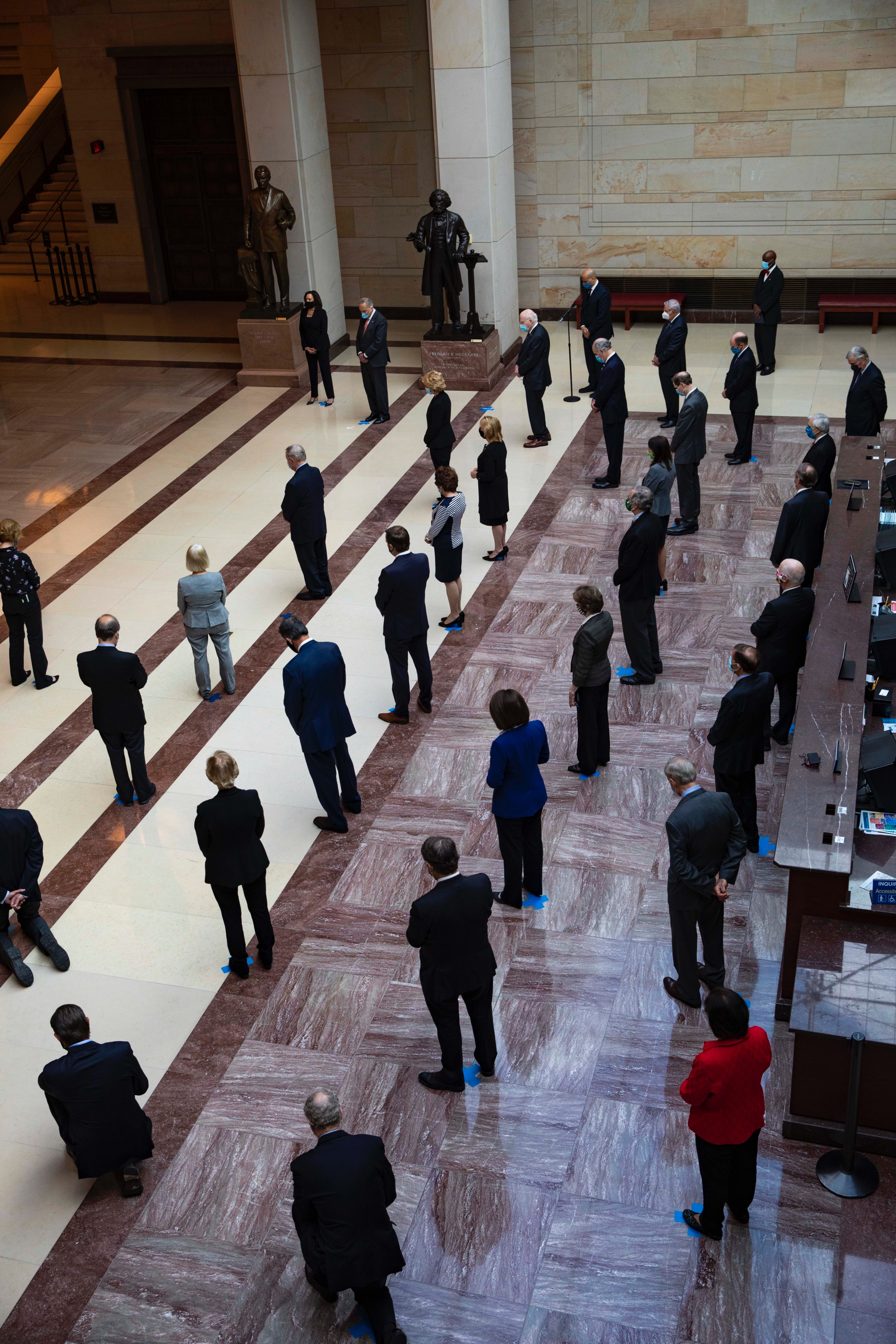
2020年6月4日、8分46秒の黙祷を捧げる連邦上院議員たち

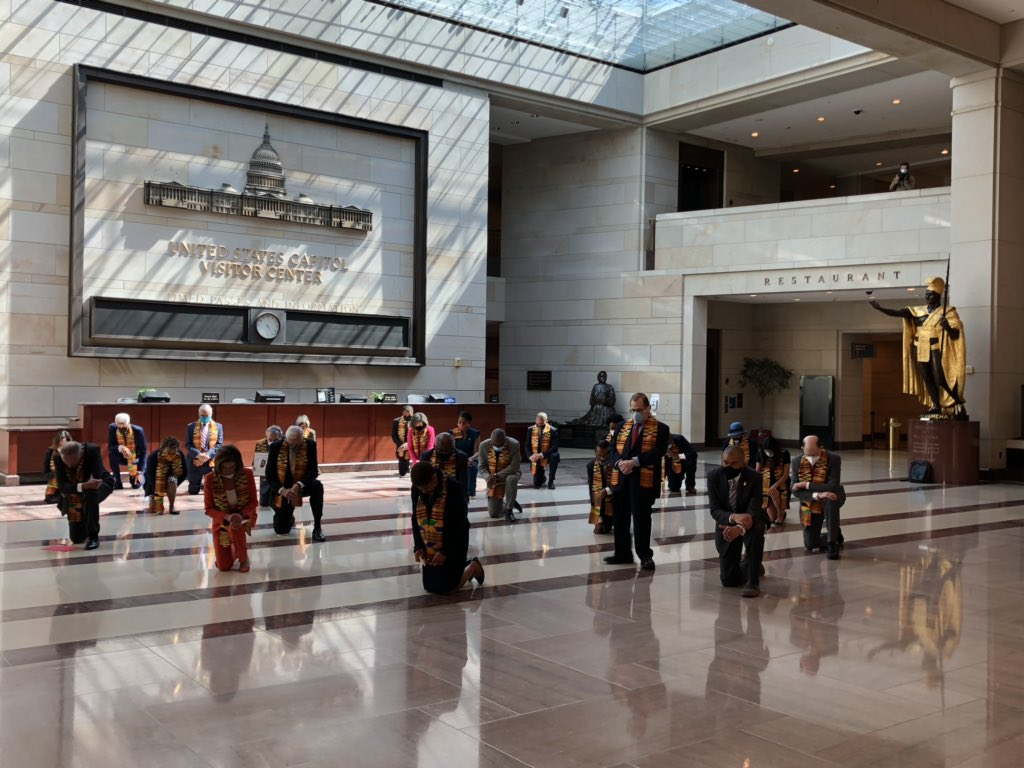
2020年6月8日、ガーナの民族衣装ケンテを身に着けて片膝をつく民主党の連邦議員

「8分46秒」という時間は、ジョージ・フロイド抗議運動において重要視された。8分46秒間のダイ・インのほか、様々なデモ行進や集会で8分46秒間の黙祷、ビジリア、祈り、自動車の速度の低下などが行われた。また、2016年以降、スポーツ競技の国歌演奏中に選手による片膝をつく抗議が行われているが、この事件の後、8分46秒間片膝をつく抗議が行われた。2020年6月4日にミネアポリスで行われたフロイドの追悼式では、参列者がフロイドを偲んで8分46秒間起立した。2021年3月、フロイドの遺族、弁護士、支援者は、ショーヴィンの裁判の開廷前に裁判所の前で8分46秒間片膝をついた。

### 自治体と機関
フロリダ州セントピーターズバーグでは、市当局が市民に対し、6月2日から9日までの毎日午後8時0分に、玄関先や庭先で8分46秒間立ち止まるという「静かで平和な抗議」に参加するよう呼びかけた。
ニューヨーク市のエンパイヤステートビル、ワシントンD.C.のジョン・F・ケネディ・センターは、9夜連続で約9分間の消灯を行った。
2020年6月9日、ミネソタ州知事のティム・ウォルズは、テキサス州ヒューストンでフロイドの葬儀が行われるのと同時刻の中部標準時午前11時に8分46秒間の黙祷を行うと表明した。ウォルズは翌2021年5月25日、フロイドの死からちょうど1年となるこの日、午後1時0分から検察が発表した正しい時間間隔である9分29秒の間、州全体で黙祷を行うと宣言した。

### 政界
連邦議会の民主党議員は、2020年6月4日の議員集会において8分46秒間の黙祷を捧げた。一部の議員は片膝をついて抗議の意を表した。

### 企業
Googleの従業員は、2020年6月3日に8分46秒間の黙祷を行った。
ニューヨーク証券取引所とNASDAQは、2020年6月9日のフロイドの葬儀の時間に合わせて8分46秒間の黙祷を行った。この様子はCNBCによって報道され、取材クルーも一緒に黙祷を行った。この黙祷時間は、ニューヨーク証券取引所の228年の歴史の中で最も長いものだった。
2020年6月3日、ロサンゼルス・ドジャースは、フロイドを偲んで8分46秒間ドジャー・スタジアムの照明を照らすと発表した。

### メディア
大手音楽配信サービスのSpotify、Apple Music、Amazon Music、YouTube Musicは共同で、2020年6月2日火曜日を「ブラックアウト・チューズデー」として、フロイドを追悼する特別番組を放送した。
バイアコムCBSは、2020年6月1日午後5時（東部標準時）に11のテレビチャンネルで、8分46秒の間、真っ暗な画面に"I CAN'T BREATHE"（息ができない）とだけ表示され、音声は呼吸音のみという特別番組を放送した。バイアコムCBS傘下の子供向けチャンネル「ニコロデオン」では、同時刻に通常放送を8分46秒間止めて、前記の特別番組の代わりに「正義・平等・人権を守る」というメッセージを放送した。
2020年6月12日、Netflixは、コメディアンのデイヴ・シャペルによるフロイドの死をテーマとしたスタンダップコメディを収録した番組『8:46』を公開した。同日、Vice Newsは、抗議活動の様子を取材した8分46秒のYouTube動画を投稿した。